# Kabinet-Drees II
Het kabinet-Drees II (ook bekend als Drees III) was het Nederlandse kabinet van 2 september 1952 tot 13 oktober 1956. Het bestond uit de Partij van de Arbeid (PvdA), Katholieke Volkspartij (KVP), Anti-Revolutionaire Partij (ARP) en de Christelijk-Historische Unie (CHU) na de Tweede Kamerverkiezingen van 1952. Het centrum kabinet-Drees II was een meerderheidskabinet dat zowel in de Eerste Kamer en Tweede Kamer kon rekenen op een ruime meerderheid. Het kabinet-Drees II was een voortzetting van de rooms-rode coalitie.

## Verloop
Het economische herstel zet geleidelijk door, waardoor de inkomens verder stijgen. Het kabinet zet verder in met het voortgegaan met de opbouw van de sociale zekerheid. Op 31 mei 1956 wordt door minister van Sociale Zaken en Volksgezondheid Ko Suurhoff de Algemene Ouderdomswet (AOW) ingevoerd die de werking van het collectieve ouderdomspensioen in Nederland gaat regelen.
In februari 1953 wordt Nederland opgeschrikt door de Watersnood in Zuid-West Nederland. De ramp werd veroorzaakt door een zware stormvloed in combinatie met springtij, waarbij het water in de trechtervormige zuidelijke Noordzee tot extreme hoogte steeg. De ramp was aanleiding voor de ontwikkeling van sterk verbeterde kustverdediging met de bouw van uitgebreide stormvloedkeringen
Gedurende deze jaren ontstaan verder spanningen in het huwelijk van Koningin Juliana en prins Bernhard. De Commissie-Beel wordt vervolgens gecreëerd om de Greet Hofmans-affaire verder te onderzoeken en om een echtscheiding en constitutionele crisis proberen te voorkomen.

### Personele wijzigingen
Op 1 oktober 1953 treedt staatssecretaris van Sociale Zaken en Volksgezondheid Piet Muntendam (PvdA) af omdat hij naar eigen zeggen niet kon aarden in de landelijke politiek.
Op 4 februari 1956 overleed minister van Justitie Leendert Donker (PvdA) op slechts 56–jarige leeftijd. Vicepremier en minister van Binnenlandse Zaken Louis Beel (KVP) neemt de functie waar tot en met 15 februari 1956 als Julius van Oven (PvdA), voorheen werkzaam als rector magnificus en hoogleraar Romeins recht op de Universiteit Leiden wordt beëdigd als minister van Justitie.
Op 18 juli 1956 overleed minister van Overzeese Rijksdelen Willem Kernkamp (CHU) na een lang ziektebed op zijn 57e verjaardag. Hij wordt diezelfde dag opgevolgd door minister van Oorlog en Marine Kees Staf (CHU), die de functie waarneemt tot het aantreden van Gerard Helders (CHU) in het nieuwe kabinet op 16 februari 1957.
Op 7 juli 1956 treedt vicepremier en minister van Binnenlandse Zaken Louis Beel (KVP) af, nadat hij is benoemd tot voorzitter van de Commissie-Beel die de Greet Hofmans-affaire moet onderzoeken. Hij wordt diezelfde dag opgevolgd door minister van Justitie Julius van Oven (PvdA), die de functie waarneemt tot het aantreden van Ko Suurhoff (PvdA) op 13 oktober 1956 als waarnemend minister van Binnenlandse Zaken in het nieuwe kabinet.

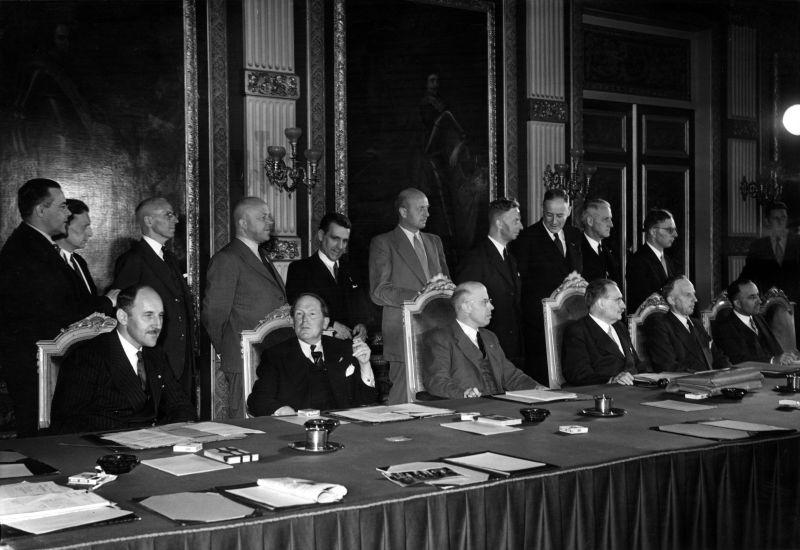
De ministers van het kabinet-Drees II vooraf aan de eerste ministerraadsvergadering in de Trêveszaal op 2 september 1952.

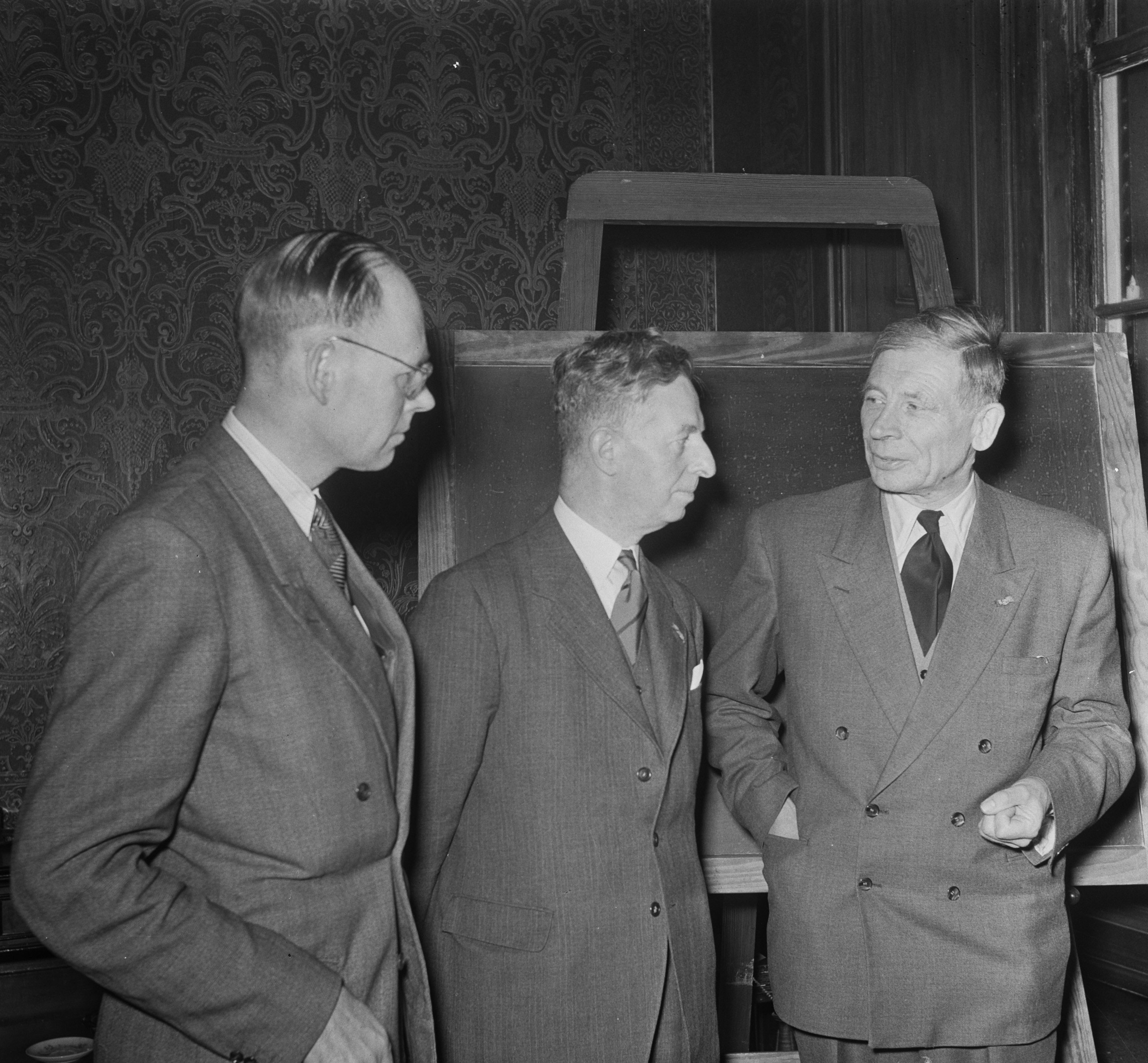
V.l.n.r. directeur-generaal van Rijkswaterstaat August Godfried Maris, minister van Verkeer en Waterstaat Jacob Algera en hoogleraar voor theoretische en experimentele hydraulica op de Technische Universiteit Delft Jo Thijsse tijdens de presentatie van de Deltacommissie op 21 februari 1953.

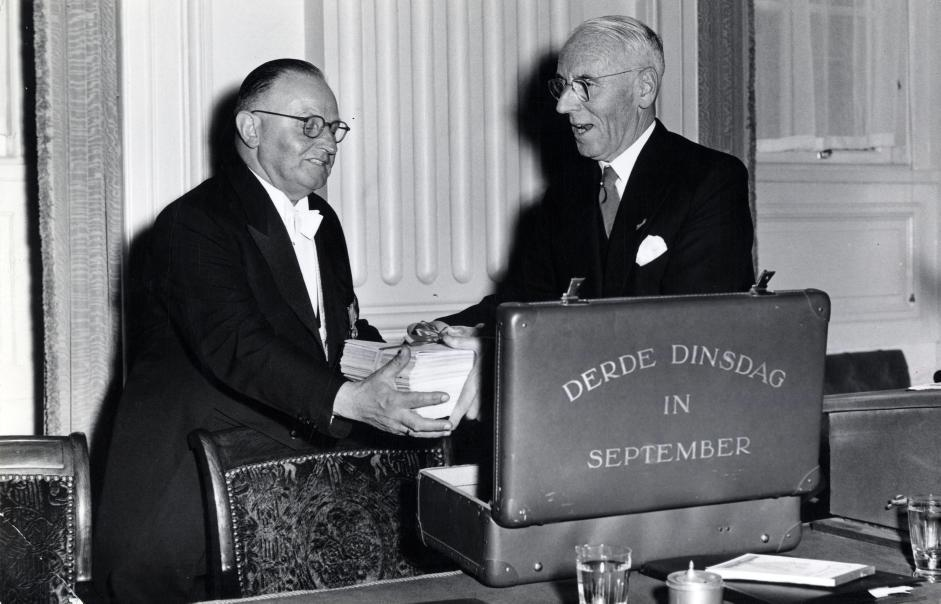
Minister van Financiën Johan van de Kieft overhandigt de miljoenennota in de Tweede Kamer op 20 september 1955.

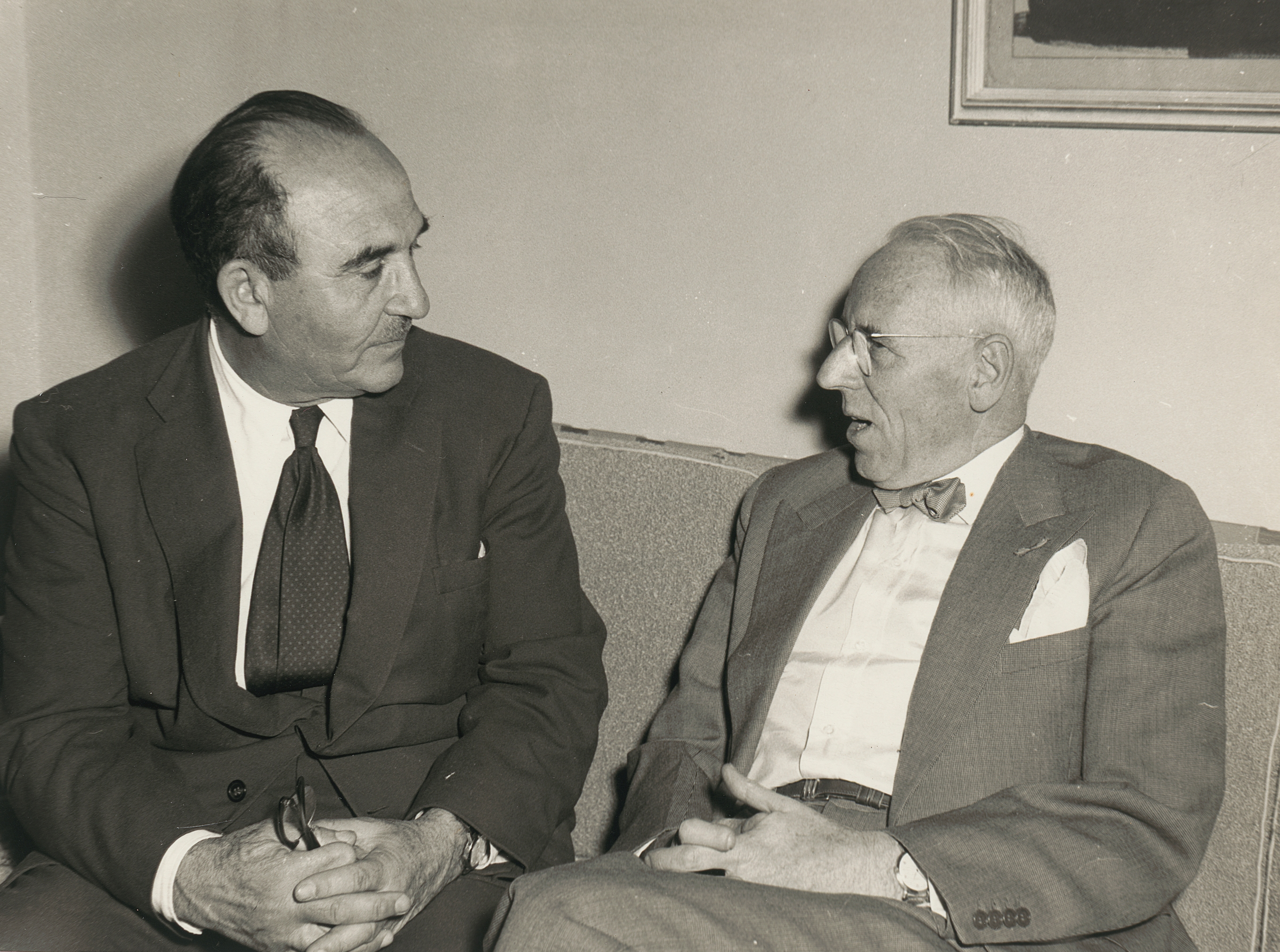
Israëlische minister van Financiën Levi Eshkol (links) en minister van Financiën Johan van de Kieft op 10 mei 1956.

## Ambtsbekleders
Het kabinet kende twee ministers voor Buitenlandse Zaken. Dit omdat enkele partijen geen katholiek wensten op die post, aangezien alle andere landen van de Europese Gemeenschap op dat moment ook een katholieke minister van buitenlandse zaken hadden. Men vreesde een te papistisch Europa. Hierom werd gekozen voor een constructie met twee ministers: de partijloze liberaal Johan Beyen en de KVP-politicus Joseph Luns. De laatste was een minister zonder portefeuille. De beide ministers konden niet goed met elkaar overweg, en de constructie met twee ministers op deze post werd na 1956 dan ook niet voortgezet.
| Ambtsbekleders                          | Ambtsbekleders                   | Ambtsbekleders                                   | Minister / Ministerie                        | Minister / Ministerie | Termijn                             | Partij |
| --------------------------------------- | -------------------------------- | ------------------------------------------------ | -------------------------------------------- | --- | ----------------------------------- | ------ |
|                                         | W. (Willem) Drees                | W. (Willem) Drees (1886–1988)                    | Minister-president / Minister                | Algemene Zaken | 7 augustus 1948 – 22 december 1958  | PvdA   |
|                                         | L.J.M. (Louis) Beel              | mr.dr. L.J.M. (Louis) Beel (1902–1977)           | Vicepremier                                  | Binnenlandse Zaken | 2 september 1952 – 7 juli 1956      | KVP    |
| Minister                                | L.J.M. (Louis) Beel              | mr.dr. L.J.M. (Louis) Beel (1902–1977)           | 6 december 1951 – 7 juli 1956                | Binnenlandse Zaken |                                     | KVP    |
| Minister                                |                                  | J.C. (Julius) van Oven                           | mr.dr. J.C. (Julius) van Oven (1881–1963)    | Binnenlandse Zaken | 7 juli 1956 – 13 oktober 1956       | PvdA   |
|                                         | J.W. (Wim) Beyen                 | mr. J.W. (Wim) Beyen (1897–1976)                 | Minister                                     | Buitenlandse Zaken | 2 september 1952 – 13 oktober 1956  | O      |
|                                         | J. (Jo) van de Kieft             | J. (Jo) van de Kieft (1884–1970)                 | Minister                                     | Financiën | 2 september 1952 – 13 oktober 1956  | PvdA   |
|                                         | L.A. (Leendert) Donker           | mr. L.A. (Leendert) Donker (1899–1956)           | Minister                                     | Justitie | 2 september 1952 – 4 februari 1956  | PvdA   |
|                                         | L.J.M. (Louis) Beel              | mr.dr. L.J.M. (Louis) Beel (1902–1977)           | Minister                                     | Justitie | 4 februari 1956 – 15 februari 1956  | KVP    |
|                                         | J.C. (Julius) van Oven           | mr.dr. J.C. (Julius) van Oven (1881–1963)        | Minister                                     | Justitie | 15 februari 1956 – 13 oktober 1956  | PvdA   |
|                                         | J. (Jelle) Zijlstra              | dr. J. (Jelle) Zijlstra (1918–2001)              | Minister                                     | Economische Zaken | 2 september 1952 – 19 mei 1959      | ARP    |
|                                         | C. (Kees) Staf                   | ir. C. (Kees) Staf (1905–1973)                   | Minister                                     | Oorlog | 15 maart 1951 – 19 mei 1959         | CHU    |
| Marine                                  | C. (Kees) Staf                   | ir. C. (Kees) Staf (1905–1973)                   | Minister                                     | | 15 maart 1951 – 19 mei 1959         | CHU    |
|                                         | J.G. (Ko) Suurhoff               | J.G. (Ko) Suurhoff (1905–1967)                   | Minister                                     | Sociale Zaken en Volksgezondheid                                                                                             | 2 september 1952 – 22 december 1958 | PvdA   |
|                                         | J.M.L.Th. (Jo) Cals              | mr. J.M.L.Th. (Jo) Cals (1914–1971)              | Minister                                     | Onderwijs, Kunsten en Wetenschappen                                                                                          | 2 september 1952 – 24 juli 1963     | KVP    |
|                                         | J. (Jacob) Algera                | mr. J. (Jacob) Algera (1902–1966)                | Minister                                     | Verkeer en Waterstaat | 2 september 1952 – 10 oktober 1958  | ARP    |
|                                         | S.L. (Sicco) Mansholt            | S.L. (Sicco) Mansholt (1908–1995)                | Minister                                     | Landbouw, Visserij en Voedselvoorziening                                                                                     | 25 juni 1945 – 1 januari 1958       | PvdA   |
|                                         | H.B.J. (Herman) Witte            | ir. H.B.J. (Herman) Witte (1909–1973)            | Minister                                     | Wederopbouw en Volkshuisvesting                                                                                              | 2 september 1952 – 19 mei 1959      | KVP    |
|                                         | L.J.M. (Louis) Beel              | mr.dr. L.J.M. (Louis) Beel (1902–1977)           | Minister                                     | Maatschappelijk Werk | 2 september 1952 – 9 september 1952 | KVP    |
|                                         | F.J.F.M. (Frans-Jozef) van Thiel | mr. F.J.F.M. (Frans-Jozef) van Thiel (1906–1993) | Minister                                     | Maatschappelijk Werk | 9 september 1952 – 13 oktober 1956  | KVP    |
|                                         | W.J.A. (Willem) Kernkamp         | mr.dr. W.J.A. (Willem) Kernkamp (1899–1956)      | Minister                                     | Uniezaken en Overzeese Rijksdelen                                                                                            | 2 september 1952 – 1 januari 1953   | CHU    |
| Overzeese Rijksdelen                    | W.J.A. (Willem) Kernkamp         | mr.dr. W.J.A. (Willem) Kernkamp (1899–1956)      | Minister                                     | 1 januari 1953 – 18 juli 1956                                                                                                |                                     | CHU    |
| Overzeese Rijksdelen                    |                                  | C. (Kees) Staf                                   | Minister                                     | ir. C. (Kees) Staf (1905–1973)                                                                                               | 18 juli 1956 – 16 februari 1957     | CHU    |
| Ambtsbekleders                          | Ambtsbekleders                   | Ambtsbekleders                                   | Minister / Portefeuille / Ministerie         | Minister / Portefeuille / Ministerie                                                                                         | Termijn                             | Partij |
|                                         | A.C. de Bruijn                   | A.C. de Bruijn (1887–1968)                       | Minister                                     | • Publiekrechtelijke Bedrijfs- organisatie (Binnenlandse Zaken)                                                              | 2 september 1952 – 13 oktober 1956  | KVP    |
|                                         | J.M.A.H. (Joseph) Luns           | mr. J.M.A.H. (Joseph) Luns (1911–2002)           | Minister                                     | • Verenigde Naties Beleid • Benelux Aangelegenheden • Internationale Vervoer Beleid (Buitenlandse Zaken)                     | 2 september 1952 – 13 oktober 1956  | KVP    |
| Ambtsbekleders                          | Ambtsbekleders                   | Ambtsbekleders                                   | Staatssecretaris / Portefeuille / Ministerie | Staatssecretaris / Portefeuille / Ministerie                                                                                 | Termijn                             | Partij |
|                                         | W.H. (Willem) van den Berge      | mr.dr. W.H. (Willem) van den Berge (1905–1987)   | Staatssecretaris                             | • Fiscale Zaken • Belastingdienst • Agglomeratie Zaken • Kansspelen • Staatsloterij • Muntwezen (Financiën)                  | 2 februari 1953 – 13 oktober 1956   | O      |
|                                         | G.M.J. (Gerard) Veldkamp         | dr. G.M.J. (Gerard) Veldkamp (1921–1990)         | Staatssecretaris                             | • Midden- en Kleinbedrijf • Consumenten- beleid • Toerisme (Economische Zaken)                                               | 10 oktober 1952 – 17 juli 1961      | KVP    |
|                                         | F.J. (Ferdinand) Kranenburg      | mr. F.J. (Ferdinand) Kranenburg (1911–1994)      | Staatssecretaris                             | • Materieel- voorzieningen • Personeels- beleid (Oorlog) (Oorlog                                                             | 1 juni 1951 – 1 juni 1958           | PvdA   |
|                                         | H.C.W. (Harry) Moorman           | H.C.W. (Harry) Moorman (1899–1971)               | Staatssecretaris                             | • Personeels- beleid (Marine)                                                                                                | 1 mei 1949 – 19 mei 1959            | KVP    |
|                                         | A.A. (Aat) van Rhijn             | mr.dr. A.A. (Aat) van Rhijn (1892–1986)          | Staatssecretaris                             | • Sociale Zekerheid • Arbeids- omstandigheden (Sociale Zaken en Volksgezondheid)                                             | 15 februari 1950 – 22 december 1958 | PvdA   |
|                                         | P. (Piet) Muntendam              | dr. P. (Piet) Muntendam (1901–1986)              | Staatssecretaris                             | • Volksgezondheid • Jeugdbeleid • Ouderenbeleid • Gehandicapten- beleid • Medische Ethiek (Sociale Zaken en Volksgezondheid) | 1 april 1950 – 1 oktober 1953       | PvdA   |
|                                         | A. (Anna) de Waal                | dr. A. (Anna) de Waal (1906–1981)                | Staatssecretaris                             | • Algemeen Voortgezet Onderwijs • Hoger Onderwijs • Nijverheid Onderwijs (Onderwijs, Kunsten en Wetenschappen)               | 2 februari 1953 – 16 maart 1957     | KVP    |
| Bron: Kabinet-Drees II Rijksoverheid.nl |                                  |                                                  |                                              | |                                     |        |

## Kabinetsformatie
- Tweede Kamerverkiezingen 1952: 25 juni 1952
- Beëdiging kabinet: 2 september 1952
- Duur formatie: 69 dagen
- Formateur
  - dr. W. (Willem) Drees (PvdA), (27 juni 1952 – 22 juli 1952) 26 dagen
- Formateur
  - mr.dr. L.J.M. (Louis) Beel (KVP), (23 juli 1952 – 4 augustus 1952) 13 dagen
- Formateur
  - mr. L.A. (Leendert) Donker (PvdA), (5 augustus 1952 – 21 augustus 1952) 17 dagen
- Informateur
  - ir. C. (Kees) Staf (CHU), (22 augustus 1952 – 26 augustus 1956) 5 dagen
- Formateur
  - dr. W. (Willem) Drees (PvdA), (29 augustus 1952 – 1 september 1952) 4 dagen

## Kabinetscrisis
De Tweede Kamer verwierp op 17 mei 1955 de ontwerp-Huurwet. Het kabinet bood daarop zijn ontslag aan.
- Ontslagaanvraag kabinet: 17 mei 1955
- Ontslagaanvraag ingetrokken: 2 juni 1955
- Duur formatie: 16 dagen
- Informateur
  - dr. W. (Willem) Drees (PvdA), (17 mei 1955 – 20 mei 1955) 4 dagen
- Informateur
  - mr.dr. L.G. (Rad) Kortenhorst (KVP), (20 mei 1955 – 25 mei 1955) 5 dagen
- Formateur
  - mr. J.A.W. (Jaap) Burger (PvdA), (25 mei 1955 – 2 juni 1955) 9 dagen

## Reden ontslagaanvraag
Einde van de parlementaire periode.